# Fondo oscuro

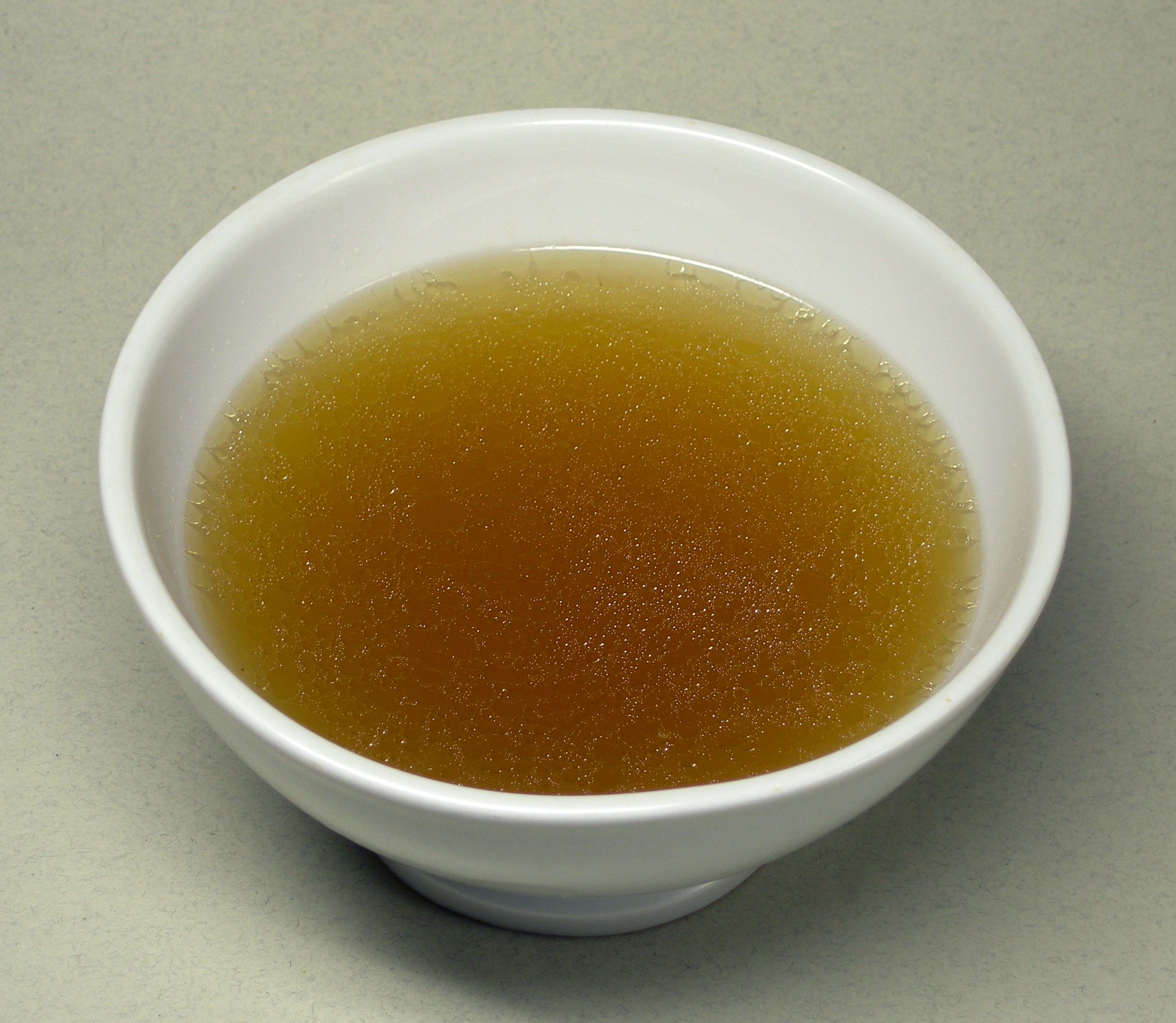
Fondo oscuro elaborado con huesos de bovino. Estos caldos suelen presentar un aspecto oscuro.

En gastronomía, el fondo de oscuro es un caldo de carne elaborado a base de huesos de vacuno asados previamente en el horno. La cocción de los huesos va acompañada de verduras finamente picadas. Este fondo oscuro, a diferencia del fondo blanco elaborado con carcasas de ave, al ser puesto en el horno y tostar los huesos, presenta un color oscuro (debida a la reacción de Maillard). Razón esta de su denominación. Este tipo de fondo es básico en la preparación de otros platos como pueden ser salsas (salsa española, el Demi glace). Es el cocinero francés Auguste Escoffier el primero en proporcionar una receta en su Le Guide culinaire.

## Preparación
Se emplean huesos de vaca que pueden provenir del costillar, la pierna, la espalda, etc. Los huesos son asados al horno para adquirir una temperatura en el que se doran ligeramente. Los huesos dorados se ponen a hervir lentamente durante varias horas para formar un caldo que se deja reducir hasta que quede bien oscuro. Posteriormente se cuelan los huesos y se liga el caldo con una roux oscura. Las verduras empleadas en el caldo oscuro suelen ser puerros, apios, cebollas (chalotas), zanahorias. Estas verduras se suelen emplear crudas en la cocción de los huesos, o previamente se brasean.
{\displaystyle \underbrace {Huesos\ de\ vacuno+agua} _{Caldo}+Verduras+[Roux]\longmapsto Fondo\ oscuro}
El roux en esta salsa es opcional; cuando se añade, técnicamente es una salsa española, a falta de la salsa de tomate.